# Virus respiratoire
Un virus respiratoire est un virus dont le mode de transmission principal est l'inspiration d'air contenant des particules virales (au sein de gouttelettes ou d'aérosols). Ces virus sont généralement très contagieux.
Les virus respiratoires appartiennent à différentes familles : Pneumoviridae (en) (virus respiratoire syncytial, principal responsable des infections respiratoires des jeunes enfants), Orthomyxoviridae (virus de la grippe), Coronaviridae (SARS-CoV-2), etc. Une revue scientifique leur est consacrée : Influenza and Other Respiratory Viruses (en) (« Virus de la grippe et autres virus respiratoires »), dont le facteur d'impact était en 2020 de 4,38.